# ألان فورسيث
ألان فورسيث (بالإنجليزية: Allan Forsyth)‏ (23 أبريل 1955 بغلاسكو في المملكة المتحدة - ) هو لاعب كرة قدم بريطاني في مركز الدفاع. لعب مع دندي يونايتد ودونفرملين أثلتيك وريث روفرز.